# Tom Parker
Tom Parker, kallad Överste Tom Parker, ursprungligen Andreas Cornelis (Dries) van Kuijk, född 26 juni 1909 i Breda i Nederländerna, död 21 januari 1997 i Las Vegas i Nevada, var en nederländskfödd amerikansk manager som agerade manager åt Elvis Presley från augusti 1955, via Presleys skivbolagsövergång från Sun till RCA Victor, fram till Presleys död i augusti 1977. Parker hade stor kontroll över Presleys karriär och som manager tog han 50 procent av sångarens intäkter, betydligt mer än normalt för en manager (10–25 procent vore mer normalt).
Det sägs att det faktum att Elvis aldrig gjorde någon utlandsturné möjligen berodde på att Tom Parker, som var född i Nederländerna, saknade amerikanskt medborgarskap och alltså inte hade något pass.